# Schola Cantorum Twente
De Schola Cantorum Twente is een in 1971 opgericht regionaal gregoriaans koor uit Enschede. Het bestaat uit vijftien zangers.
Doel van het koor is het gregoriaans en zijn waarde in en voor de liturgie te behouden met inachtneming van de gestelde richtlijnen van het Tweede Vaticaans Concilie. Tevens stelt het koor zich tot doel om de, in de laatste decennia door wetenschappelijk onderzoek verworven inzichten, muzikaal te vertolken.
De Schola Cantorum Twente is een regionaal koor en niet aan een bepaalde parochie verbonden. De leden komen uit verschillende plaatsen verspreid in de regio Twente.
De Schola Cantorum Twente geeft, op uitnodiging, haar bijdrage aan een eucharistie- of vesperdienst, doorgaans eens per vier weken in een parochiekerk in de regio Twente en af en toe ook daarbuiten. Enkele diensten zijn door radio en televisie uitgezonden.
Van september 1989 tot november 2007 was Guus Goorhuis dirigent, die ook als organist en dirigent gregoriaans verbonden is aan de Sint-Plechelmusbasiliek in Oldenzaal. In 2008 werd hij opgevolgd door mevrouw Alie Smelt.